# سد خميس
سدّ خَميس، قرية تابعة لمركز سيدي سالم بمحافظة كفر الشيخ في جمهورية مصر العربية.

## تاريخ
كانت قرية تابعة للوحدة المحلية للمندورة قبل أن تنفصل عنها من الوجهة الماليّة عام 1917، وفي عام 1921 صدر قرار باعتبارها ناحية إدارية مستقلة بذاتها تتبع مركز دسوق، ثم ضُمت إلى مركز سيدي سالم عندما أنشئ عام 1960.

## التقسيم الإداري
قرية سد خميس هي قرية رئيسية بها مقر الوحدة المحلية، ويتبعها 4 قرى فرعية:
1. الفقهاء البحرية.
2. الفقهاء القبلية.
3. كوم الدهب البحرية.
4. الروضة.

## السكان
بلغ عدد سكان سد خميس 24,772 نسمة، حسب الإحصاء الرسمي لعام 2006.